# Суџин
Суџин (崇神天皇 Sujin-tennō), познат и као Мимакирибикоиние но сумерамикото (御間城入彦五十瓊殖天皇) или Хацукуниширасу сумерамикото (御肇國天皇) био је десети цар Јапана.
Суџин спада у тз. митолошке цареве и сматра се да је владао у периоду од 97. п. н. е. – 30. п. н. е, али неки извори помињу могућност да је овај цар живео у раном 1. веку, па чак и у 3. или 4. нове ере.
Суџинов гроб није познат али постоји кофун у месту Тенри у Нари који је врста тумулуса. Званично је назван Јаманобе но мичи но магари но ока но е но мисасаги.
Суџин је одговоран за оснивање великог светилишта Исе и села Саику који су директно повезани са обожавањем Аматерасу. Такође се сматра одговорним за поштовање Омононушија (бога који се везује за планину Мива). Од њега се преносе три света блага царске породице (огледало, мач и драгуљ) и сматра се првим јапанским владарем који је увео систем плаћања пореза.

## О владару
Данашњи истраживачи сумњају у постојаност девет царева Јапана али се Суџин, као десети, сматра првим царем који је можда заиста постојао у трећем или четвртом веку нове ере.
Ипак Суџин се и даље убраја у тз. митолошке владаре чије постојање није у потпуности доказано због чега се сматра тешким за даље проучавање. Владавина цара Кинмеија, као 29. цара је једина владавина чији су датуми у потпуности веродостојни.
Суџин је постхумно име. Ипак сугерише се да је то име изведено из кинеске форме и може се повезати са будизмом који је касније дошао у Јапан, што говори да је тај назив додељен доста касније, вероватно у време када је Коџики написан.
Судећи по записима Коџики и Нихон шоки, Суџин је други син цара Каике. Суџинова мајка била је Икагашикоме но Микото, која је била маћеха његовом оцу.
Суџин је наводно наследио трон 97. године п. н. е. 
Током треће године владања преместио је престоницу за Шики, основао палату Миџу-гаки или  Мизугаки но Мија  (瑞籬宮) (данас у области Канаја (金屋), Сакураи у Нари.).
У старим записима остало је забележено да је поставио 137 гувернера за провинције над којима је владао.

### Слављење бога са планине Миморо
Током пете године Суџинове владавине куга је погодила становништво и пола популације је умрло. Већ следеће године сељаци напуштају обрадива поља и почињу са побунама.
Цар се због тога био веома забринут а једне ноћи док је спавао јави му се у сну бог Омононуши са вешћу му да ће поново завладати мир кад постави човека по имена Отатанекоа да га слави. Сутрадан је цар одмах послао гласнике на све четири стране света да би тог човека коначно нашли у селу Мино у месту Каваћи (подножије планине Мива). Након што је цару потврдио да је божијег порекла (бог Омононуши је био његов предак) Суџин га је одмах поставио за свештеника на планини Миморо (данашња Мива). Након тога све болести престадоше и настаде мир у земљи.
Цар је припремио и одговарајућа светилишта за богове Аматерасу и Окунијама. За обожавање Аматерасу изабрао је село у Нари где је изградио Хиромороги (олтар) од чистог камена. Као задужену за храм поставио је своју ћерку, принцезу Тојосуки-ири-биме. Другог бога је препустио другој ћерки Нунаки-ири-биме али пошто је веома смршала и коса јој је отпала (претпоставља се због болести), није могла да испуни своје дужности.
Цар је наредио Икага Шикоу (伊香色雄), претку Мононобе клана да начини осамдесет небеских пладњева, да устроји поредак храмова небеских и земаљских богова и службу у њима. Икага Шико је био свештено лице шаманских моћи али је у неким записима се указује да је био бог. То је зато што древни Јапанци нису строго одвајали богове од оних који им служе, јер су се богови често указивали кроз њих.
Он је затим принео црвене штитове и копља богу Сумисаки у истоименом храму  (墨坂) на истоку, и осам црних штитова и копља богу Осаки  (大坂) на западу.

### Постављање четири генерала и побуне
У десетој години владавине Суџин поставља четири генерала дајући им овлашћење да утичу на друге који се не покоравају његовој владавини.
Када је Охико (у неким изворима Обико) послат на север пришла му је једна дева обучена у сукњу и испевала му је шифровану песму. Када је упитао шта песма значи, одговорила му је да не зна и истог тренутка је нестала. Када се вратио на двор и испричао шта се десило, цар је песму схватио као упозорење да Таке Ханијасу (принц и син цара Когена) планира побуну. Чим је цар окупио своје генерале, на западу су се појавиле непријатељске трупе спремне да нападну. Цар је послао Исасерија хико но Микотоа са војском како би сломио нападаче што они и чине.
Након тога, Хико Кунифуку (у неким изворима Кунибуку) бива послат у провинцију Јамаширо како би казнио бунтовничког принца и након што су изменили неколико одапетих стрела, принц Таке Ханијасу бива погођен у груди након чега убрзо умире.

### Попис и порески систем
У дванаестој године своје владавине Суџин је наредио попис својих становника. Након тога порез, донесен у форми обавезног физичког рада назван је Јухазу но мицуги (за мушкарце) и танасуе но мицуги(за жене). Данак је плаћан по принципу за мушкарце - оно што улове луком и стрелом, тј. жене - оно што исплету прстима. Захваљујући томе настало је време мира и просперитета а цар је добио нову титулу Хацу куни ширасу сумерамикото (御肇国天皇 "Цар, Мимаки који први владаше земљом").
У 48 години владавине (50. п. н. е.), Суџин позива двојицу својих синова и обавештава их да их воли подједнако и да не може да се одлучи ко ће га наследити. Због тога им тражи да му опишу последњи сан који су имали како би могао да протумачи вољу богова тумачењем њихових снова. Старији син, Тојоки, сањао је како се пење на планину Миморо (Планина Мива), окренут ка истоку, где је по осам пута забо копље и махао мачем ка небу. Млађи принц Икуме сањао је како се пење на планину Миморо, разапетих ужади на четири стране, јурећи врапце које су појели просо. По предању млађи је постао престолонаследник а старији је изабран да управља источним делом земље. Он ће касније постати предак кланова Камицуке и Шимоцуке.

### Света царска блага
У 60. години (38. п. н. е.), Суџин говори министрима да жели да види света блага (огледало, мач и драгуљ које је по предању донео са неба Такехинатеру) како би их сместио у храм Изуно. Чувар ових блага био је Изумо Фуруне али пошто је он био на путу за Цукуши провинцију његов млађи брат Изумо Ирине преузима одговорност и шаље два млађа брата да донесу блага пред цара. Кад се Фуруне вратио са пута, био је бесан што се растао од блага па је изазвао свог брата на дуел али је у превари заменио дрвени мач за прави.
Фурне је том приликом убио свог млађег брата а када је двор чуо за то, цар је наредио источном и западном генералу Такенунававакеу и Кибицухикоу да погубе Изумо Фурунеа. 

### Вештачка језера
И у Коџикију, као и у Нихон шокију записано је да је Суџин охрабривао изградњу вештачких језера и канала. У октобру, у његовој 62. години владања Јосами језеро (за које се говори да је изграђено у близини Ојосами храма у Осаки, у региону Икеучи) је створено. Сматра се да је заслужан и за језеро Сакаори (酒折池) (у месту Кару, које се налази у Кашихари, данас део Наре)

## Супруге и деца
Царица: Мимаки-химе (御間城姫), ћерка Охико (大彦命)
- Принц Икумеирихикоисачи (活目入彦五十狭茅尊) (касније цар Суинин)
- Принц Хикоисачи (彦五十狭茅命)
- Принцеза Куниката-химе (国方姫命)
- Принцеза Чичицукујамато-химе (千千衝倭姫命)
- Принц Јаматохико (倭彦命)
- Принцеза Ика-химе (伊賀比売命)

Тоцуајумемагуваши-химе (遠津年魚眼眼妙媛), ћерка Ки но Аракахатобе (荒河戸畔)
- Принц Тојокирихико (豊城入彦命), предак Кено клана (毛野君)
- Принцеза Тојосукиири-химе  (豊鍬入姫命) прва Саио

Овари но Оама химе (尾張大海媛)
- Принц Оирики (大入杵命)
- Принц Јасакаирихико (八坂入彦命)
- Принцеза Нунакири-химе  (渟名城入媛命)
- Принцеза Точинири-химе (十市瓊入媛命)